# Hubert Rouger

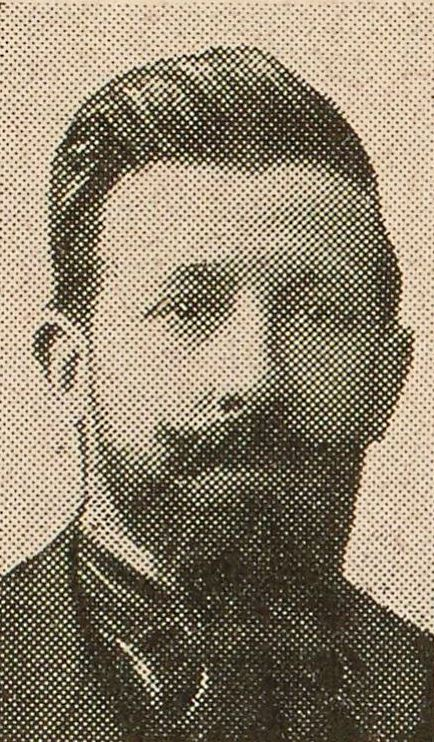
Hubert Rouger

Hubert Rouger (* 6. Oktober 1875 in Calvisson; † 21. September 1958 in Nîmes) war ein französischer Politiker. Von 1910 bis 1919 und von 1924 bis 1942 war er Abgeordneter der französischen Nationalversammlung.

## Leben
Rouger, der einer Winzerfamilie entstammte, übte diesen Beruf bis zum Alter von 30 Jahren aus, als er zum Leiter einer Buchdruckerei der Arbeiterbewegung wurde. Bereits mit 21 Jahren hatte er sich einer sozialistischen Bewegung angeschlossen. Er wurde Herausgeber einer sozialistischen Zeitung namens Combat social. 1908 zog er in den Stadtrat von Nîmes ein und wurde ein Jahr später zum Bürgermeister der Stadt gewählt. 1910 zog er für die SFIO im Département Gard in die Abgeordnetenkammer ein. Bei den folgenden Wahlen im Jahr 1914 konnte er sich knapp gegen Gaston Bazile durchsetzen. Nach einer fünfjährigen Pause von 1919 bis 1924, in der er kein Abgeordneter war, zog er 1924 wieder ins Parlament ein. 1928, 1932 und 1936 wurde er wiedergewählt. Rouger stimmte 1940 für das Ermächtigungsgesetz des Vichy-Regimes. Formell blieb er noch bis 1942 Abgeordneter, war bis zu seinem Tod 1958 jedoch nicht weiter politisch tätig.